# John Eisele
John Lincoln Eisele (ur. 18 stycznia 1884 w Newark, zm. 30 marca 1933 tamże) – amerykański lekkoatleta specjalizujący się w średnio i długodystansowych, uczestnik letnich igrzysk olimpijskich w Londynie (1908), dwukrotny medalista olimpijski: srebrny w drużynowym biegu na 3 mile oraz brązowy w biegu na 3200 metrów przez przeszkody.
W 1908 r. reprezentował barwy Stanów Zjednoczonych podczas letnich igrzysk olimpijskich w Londynie, zdobywając dwa medale: srebrny w drużynowym biegu na 3 mile (w klasyfikacji indywidualnej tego biegu zajął 4. miejsce) oraz brązowy w biegu na 3200 metrów przez przeszkody. W tym samym roku zdobył tytuł mistrza Stanów Zjednoczonych w biegu na 15 kilometrów.
Rekordy życiowe:
- bieg na milę – 4:30,2 – Princeton 15/08/1907
- bieg na 5000 metrów – 15:16,7 – Londyn 15/07/1908
- bieg na 10 000 metrów – 33:06,0 – Nowy Jork 07/11/1908